# Parafia św. Stanisława Biskupa i Męczennika w Jordanowie Śląskim
Parafia Świętego Stanisława Biskupa i Męczennika w Jordanowie Śląskim znajduje się w dekanacie borowskim w archidiecezji wrocławskiej.  Jej proboszczem jest ks. Krystian Bałaz. Obsługiwana przez kapłana archidiecezjalnego. Erygowana w 1946.